# Oskar Winkler
Pour les articles homonymes, voir Winkler.
Oskar Ulrik Winkler, né le 28 mars 2000 à Roskilde, est un coureur cycliste danois, spécialiste de la piste.

## Biographie
Oskar Winkler est formé au Roskilde Cykle Ring, un club basé sur ses terres natales. Au début de carrière, il se spécialise dans les épreuves de vitesse sur piste. Il commence toutefois à se consacrer au cyclisme sur route à partir de 2021, sans pour autant délaisser les vélodromes,. 
En 2021, il devient champion du Danemark du keirin chez les élites. Il représente par ailleurs son pays aux championnats d'Europe sur piste espoirs. L'année suivante, il remporte deux nouveaux titres de champion national, dans le keirin mais aussi la course scratch. Il intègre ensuite l'équipe continentale BHS-PL Beton Bornholm en 2023,. Cette expérience ne dure qu'une saison. 

## Palmarès sur piste
- 2021
  -  Champion du Danemark du keirin
- 2022
  -  Champion du Danemark du scratch
  -  Champion du Danemark du keirin
  - 2e du championnat du Danemark du kilomètre
  - 2e du championnat du Danemark de poursuite par équipes
- 2024
  -  Champion du Danemark du kilomètre
  -  Champion du Danemark du keirin
  -  Champion du Danemark de poursuite
  -  Champion du Danemark de poursuite par équipes
- 2025
  -  Champion du Danemark du kilomètre
  -  Champion du Danemark de poursuite

## Palmarès sur route
- 2024
  - Holbæks åbne løb
- 2025
  - 3e du Tour de Lituanie